# كورتني كيني
كورتني كيني (بالإنجليزية: Courtney Kenny)‏ هو سياسي نيوزلندي، ولد في 1839، وتوفي في 12 ديسمبر 1905. انتخب عضو مجلس النواب النيوزيلندي.